# Adrian Zaugg

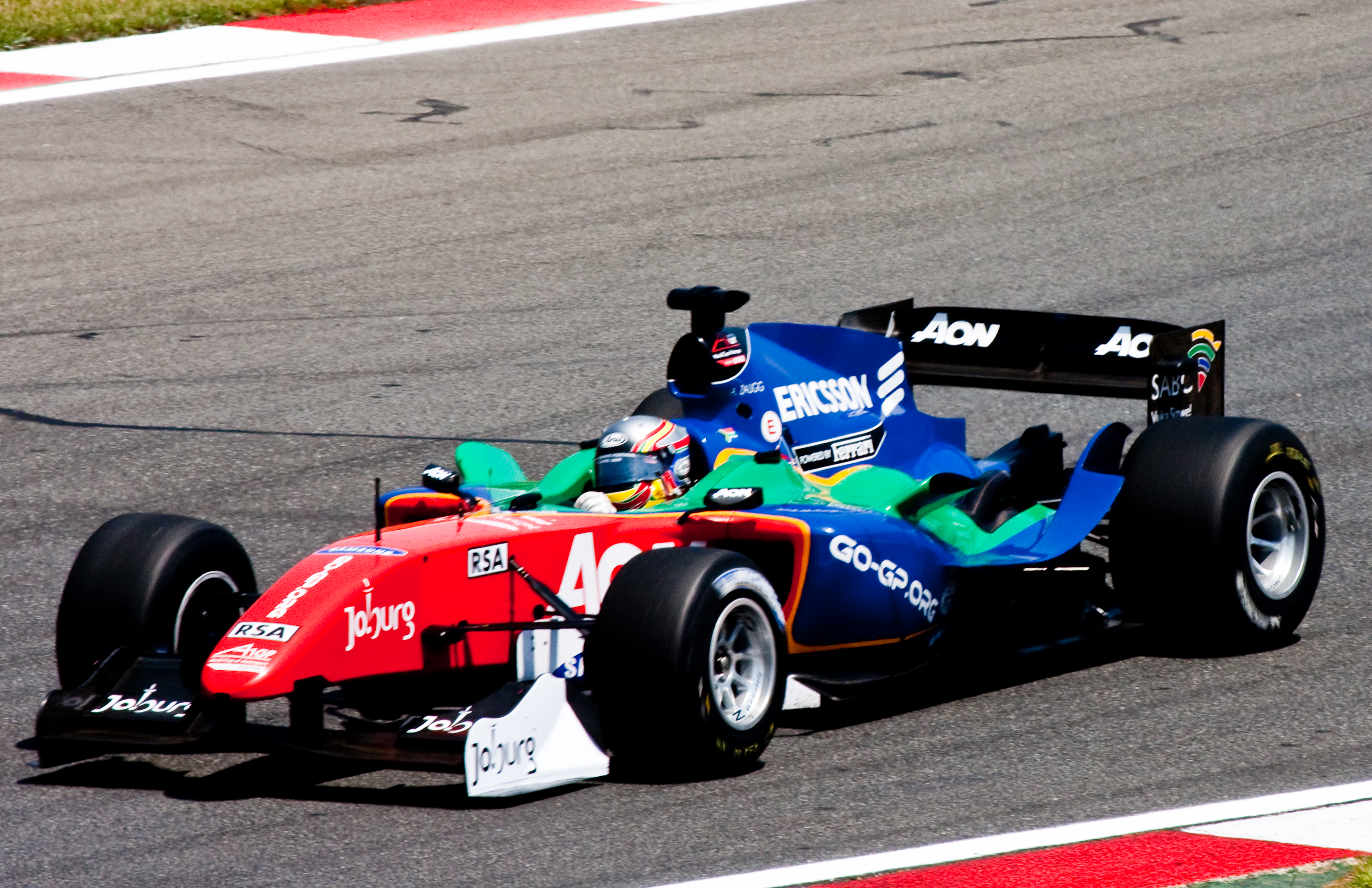
Adrian Zaugg startete in der A1GP für Südafrika

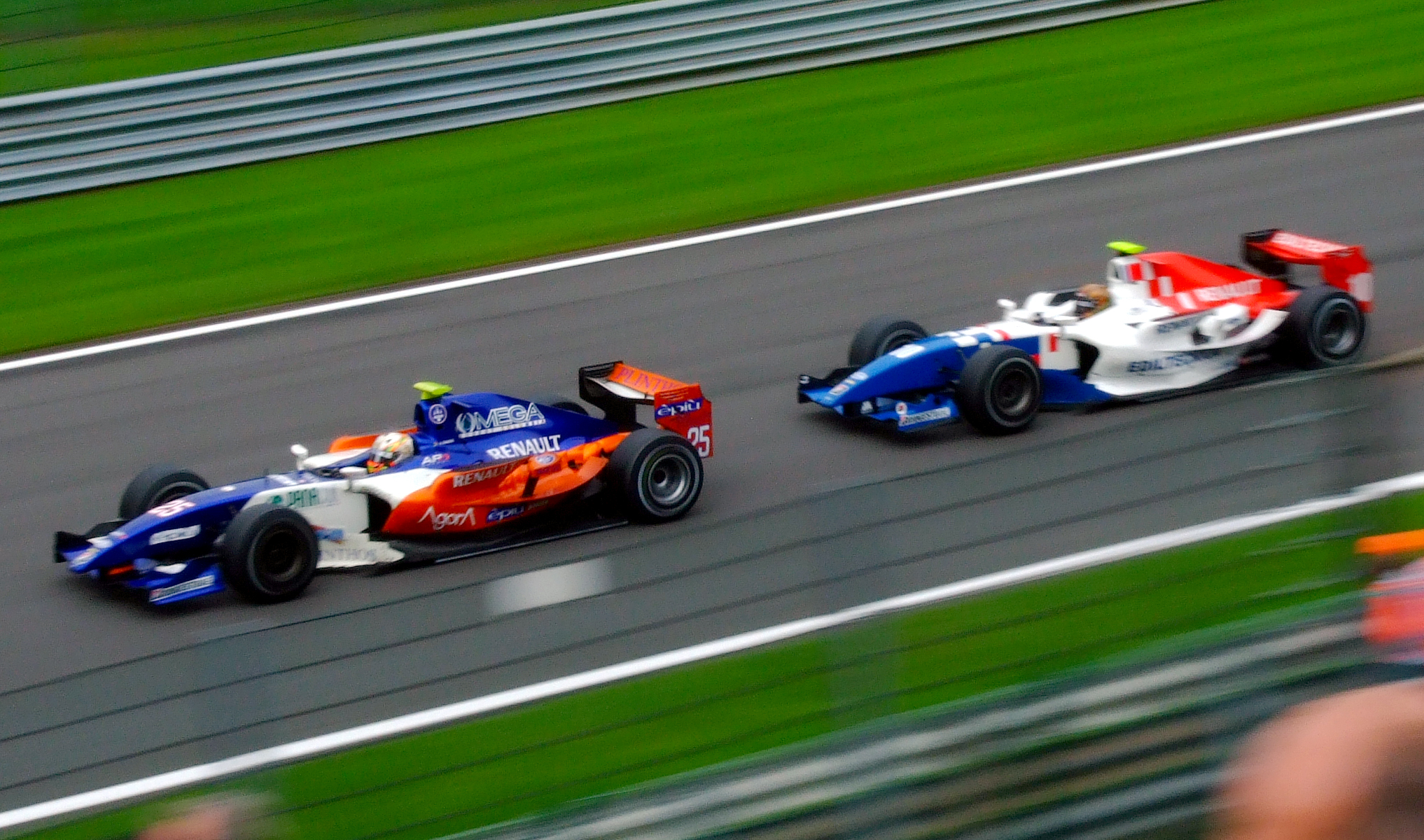
Zaugg (links) und David Valsecchi (rechts) beim GP2-Rennen in Spa-Francorchamps 2010

Adrian Zaugg (* 4. November 1986 in Singapur) ist ein ehemaliger südafrikanischer Rennfahrer.

## Karriere
Zaugg begann seine Motorsportkarriere 2000 im Kartsport, den er bis 2003 ausübte. 2004 machte Zaugg in der deutschen Formel BMW für das Team Josef Kaufmann Racing seine ersten Erfahrungen im Formelsport und wurde Siebter in der Gesamtwertung. 2005 fuhr der junge Südafrikaner im Formel Renault 2.0 Eurocup und belegte zum Saisonende den sechsten Gesamtrang. Im folgenden Jahr blieb er für eine halbe Saison dieser Serie und ging zudem bei einigen Rennen der World Series by Renault an den Start. In der Saison 2006/2007 der A1 Grand Prix war Zaugg für eine halbe Saison aktiv und gewann ein Rennen.
2007 wechselte Zaugg in die GP2-Serie zu Arden International. Als Teamkollege von Bruno Senna holte er zehn Punkte und belegte den 18. Gesamtrang. Am letzten Rennwochenende der Gp2 Saison 2007 ging er nicht an den Start, da er sich für das Rennen in Zandvoort, start der neuen A1Gp Meisterschaft entschieden hat, welches am gleichen Wochenende stattfand. In der A1GP-Saison 2007/2008 belegte Zaugg mit zwei Rennsiegen den fünften Platz in der Gesamtwertung. In der Saison 2008/2009 war Zaugg erneut in der A1 Grand Prix Serie aktiv. Am Saisonende belegte das südafrikanische Team die 14. Position in der Gesamtwertung. Danach wechselte er zu Interwetten Racing in die World Series by Renault. Zaugg bestritt lediglich sechs Rennen der Saison 2009, wo er mit einem zweiten Platz in Monaco glänzen konnte.
In der GP2-Asia-Serie-Saison 2009/2010 bestritt der Südafrikaner das dritte Rennwochenende für Trident Racing. Mit einem Punkt belegte er den 19. Platz in der Fahrerwertung. Mit seiner Leistung überzeugte er sein Team, das ihn anschließend für die GP2-Serie 2010 unter Vertrag nahm. Nachdem er zunächst keine Punkte erzielen konnte, gelang ihm in Hockenheim als Dritter seine erste Podest-Platzierung in der GP2-Serie. Am Saisonende belegte er den 18. Gesamtrang. Außerdem startete er für Trident Racing beim Saisonauftakt der Auto GP, und belegte gleich im zweiten Rennen den zweiten Platz. 2011 nahm Zaugg nur für SuperNova am ersten Rennwochenende der Auto GP teil. und belegte Rang 11 und Rang 7. Dabei erzielte er die schnellste Rennrunde. 2012 und 2013 fuhr Zaugg in der Lamborghini Super Trofeo Pro-Am Serie. Er belegte einmal den 4. Gesamtrang (2012) und einmal den 3. Gesamtrang (2013). In insgesamt 22 Rennen, erzielt Zaugg mit seinem AM Teamkollegen einen Gesamtsieg, 8 Podiums, 9 Pole-positions und 12 schnellste Rennrunden.
2014 wird Zaugg als offizieller Lamborghini Werkspilot für die Test und Entwicklungsarbeit eingesetzt um dann im Jahr 2015 mit dem neuen Lamborghini Huracan Gt3 sein Debüt in der Blancpain Endurance Meisterschaft zu geben. Einen Gaststart legte der Südafrikaner in der ADAC GT Masters am Redbull-Ring hin und gewann gleich im zweiten Anlauf sein erstes Gt3 Rennen.
2016 folgte ein Jahr in der japanischen Super-GT-Meisterschaft, ebenfalls mit dem Lamborghini Huracan Gt3.
2018 startet Zaugg für das Schweizer Team Emil Frey Jaguar Racing in der Blancpain Endurance Series.

## Karrierestationen
| - 2000–2003: Kartsport - 2004: Deutsche Formel BMW (Platz 7) - 2005: Formel Renault 2.0 Eurocup (Platz 6) - 2006: Formel Renault 2.0 Eurocup (Platz 16) - 2006: Italienische Formel Renault (Platz 2) | - 2007: A1 Grand Prix (Platz 14) - 2007: GP2-Serie (Platz 18) - 2008: A1 Grand Prix (Platz 5) - 2009: A1GP (Platz 14) - 2009: World Series by Renault (Platz 14) | - 2010: GP2-Asia-Serie (Platz 19) - 2010: GP2-Serie (Platz 18) - 2010: Auto GP (Platz 15) - 2011: Auto GP (Platz 19) |